# 슬기로운 의사생활
《슬기로운 의사생활》은 2020년 3월 12일부터 2020년 5월 28일까지 방송된 tVN 목요스페셜 드라마이다.

## 줄거리
누군가는 태어나고 누군가는 삶을 끝내는, 인생의 축소판이라 불리는 병원에서 평범한 듯 특별한 하루하루를 살아가는 사람들과 눈빛만 봐도 알 수 있는 20년 지기 친구들의 케미스토리를 담은 휴먼 메디컬 드라마.

## 등장인물
- 조정석 : 이익준 역 - 40세, 율제병원 간담췌외과 조교수. 우주의 아버지.
- 유연석 : 안정원 역 - 40세, 율제병원 소아외과 조교수. 겨울의 연인.
- 정경호 : 김준완 역 - 40세, 율제병원 흉부외과 부교수. 익순의 연인
- 김대명 : 양석형 역 - 40세, 율제병원 산부인과 조교수.
- 전미도 : 채송화 역 - 40세, 율제병원 신경외과 부교수.

### 율제병원

#### 간담췌외과
- 전광진 : 종세혁 역 - 38세, 간담췌외과 펠로우
- 이해은 : 국해성 역 - 32세, 간담췌외과 PA간호사
- 김비비 : 함덕주 역 - 37세, 이식코디네이터

##### 주변 인물
- 기은세 : 육혜정 역 - 익준의 전아내. 우주의 엄마.
- 곽선영 : 이익순 역 - 38세 육군 소령. 익준의 여동생.우주의 고모.
- 김준 : 이우주 역 - 5세 익준의 외동아들.익순의 조카.
- 이수미 : 왕이모 역 - 우주를 돌보는 베이비시터.

#### 일반외과
- 신현빈 : 장겨울 역 - 29세, 외과 레지던트 3년 차. 정원의 연인.

##### 소아외과간호사
- 이지원 : 한현희 역 - 29세, 소아외과 PA 간호사

주변 인물
- 김해숙 : 정로사 역 - 70세, 정원 모. 고 안병우 회장의 아내.
- 김갑수 : 주종수 역 - 70세, 율제재단 이사장.
- 조승연 : 주전 역 - 67세, 율제병원장.
- 성동일 : 정원의 큰 형 역
- 김성균 : 정원의 둘째 형 역
- 예지원 : 정원의 큰 누나 역
- 오윤아 : 정원의 둘째 누나 역

#### 흉부외과

##### 흉부외과 의사
- 정문성 : 도재학 역 - 39세, 흉부외과 치프 레지던트
- 최영우 : 천명태 역 - 52세, 흉부외과 교수.

##### 흉부외과 간호사
- 윤혜리 : 소이현 역 - 33세, 흉부외과 PA 간호사.

주변 인물

#### 산부인과

##### 산부인과 의사
- 안은진 : 추민하 역 - 34세, 산부인과 레지던트 2년 차.
- 김혜인 : 명은원 역 - 28세, 산부인과 레지던트 2년 차.

##### 산부인과 간호사
- 김지성 : 한승주 역 - 41세, 산부인과 분만실 간호사. 분만실 경력 15년.
- 설유진 : 은선진 역 - 36세, 산부인과 PA간호사

##### 주변 인물
- 문희경 : 조영혜 역(64세) - 석형의 엄마.
- 김선화 : 조영혜 동생 역 - 석형의 이모.
- 남명렬 : 양태양 역(69세) - 석형의 아버지. 태건 어패럴 대표.
- 이소윤 : 김태연 역(37세) - 석형 부의 내연녀

#### 신경외과

##### 신경외과 의사
- 문태유 : 용석민 역 - 33세, 신경외과 치프 레지던트
- 하윤경 : 허선빈 역 - 31세, 신경외과 레지던트 3년 차
- 서진원 : 민기준 역(55세) - 율제병원 신경외과 교수.
- 김준한 : 안치홍 역 -신경외과 펠로우

##### 신경외과 간호사
- 양조아 : 황재신 역 - 39세, 신경외과 PA 간호사.
- 서은교 : 염지완 역 - 신경외과 병동 간호사

주변 인물

##### 외과
- 이노아 : 이영하 역 - 35세, 외과 병동 간호사.
- 이달 : 김재환 역 - 28세, 외과 병동 신입 간호사.
- 송덕호 : 외과인턴 역

##### 응급의학과
- 최영준 : 봉광현 역 - 40세, 응급의학과 조교수.
- 신도현 : 배준희 역 - 31세, 율제병원 응급의학과 펠로우.

주변 인물
- 박한솔 : 선우희수 역 - 26세, 응급실 간호사

##### 그 외 인물
- 김수진 : 송수빈 역 - 45세, 율제병원 수간호사
- 조이현 : 장윤복 역 - 24세, 본과 3학년 실습생.
- 배현성 : 장홍도 역 - 24세, 본과 3학년 실습생.

### 그 외 인물
- 황영희 : 간이식 환자 엄마 역
- 박승태 : 간이식 환자 할머니 역
- 염혜란 : 민영 엄마 역
- 박형수 : 편 변호사 역
- 이종구 : 황 회장 역
- 김한종 : 공형우 역
- 김성철 : 노진혁 역
- 김국희 : 갈바람 역
- 김대곤 : 갈바람 남편 역
- 정유민 : 정은빈 역
- 심달기 : 찬형 모 역
- 고아라 : 고아라 역 - 익준의 전 연인. 배우.
- 정두겸 : 고아라 아버지 역
- 허순미 : 임산부 역
- 윤병희 : 임신부의 남편 역
- 하이안 : 재훈, 재용 역 - 아동 학대 피해 아이
- 배유리 : 사회복지사
- 김선영 : 최무성 아내 역 - 익준의 환자
- 최무성 : 김선영 남편 역 - 금은방 주인
- 김익태 : 최종원 역 - 간암 환자
- 장민성 : 간 이식 환자 역
- 이재인 : 소미 역 - 송수빈 선생의 딸
- 장격수 : 지아 아빠 역
- 최성민 : 마라톤 장내 아나운서
- 은지원 : 라디오 DJ
- 이수근 : 라디오DJ
- 이천무 : 육원준 역 - 5세 장기기증자, 육희관의 아들
- 황재열 : 보호자 역
- 김강민 : 임창민 역 - 인턴
- 박정우 : 장겨울 남동생 역
- 남상지 : 신혼 부인 역
- 강정우 : 희귀병 환자 훈의 아버지 역

### 특별출연
- 신주협 : 예비신부 남동생

## 촬영지
- 한림대학교 동탄성심병원 - 강운대병원
- 이대서울병원 - 율제병원

## 시청률
최저 시청률과 최고 시청률은 시청률 조사회사와 지역별로 시청률에 차이가 있을 수 있습니다.
| 시즌 | 시즌 | 에피소드 번호 | 에피소드 번호 | 에피소드 번호 | 에피소드 번호 | 에피소드 번호 | 에피소드 번호 | 에피소드 번호 | 에피소드 번호 | 에피소드 번호 | 에피소드 번호 | 에피소드 번호 | 에피소드 번호 | 평균  |
| 시즌 | 시즌 | 1             | 2             | 3             | 4             | 5             | 6             | 7             | 8             | 9             | 10            | 11            | 12            | 평균  |
| ---- | ---- | ------------- | ------------- | ------------- | ------------- | ------------- | ------------- | ------------- | ------------- | ------------- | ------------- | ------------- | ------------- | ----- |
|      | 1    | 1.698         | 2.050         | 2.382         | 2.476         | 3.064         | 3.082         | 3.247         | 3.332         | 3.126         | 3.277         | 3.463         | 3.579         | 2.898 |
|      | 2    | 2.629         | 2.494         | 2.876         | 2.857         | 3.338         | 3.573         | 2.920         | 3.433         | 3.470         | 3.342         | 3.649         | 3.853         | 3.203 |

| 2020년      | 2020년      | 2020년         | 2020년       | 2020년         |
| 회차        | 방송일      | AGB 시청률     | AGB 시청률   | TNmS 시청률    |
| 회차        | 방송일      | 대한민국(전국) | 수도권(서울) | 대한민국(전국) |
| ----------- | ----------- | -------------- | ------------ | -------------- |
| 제1회       | 3월 12일    | 6.325%         | 7.113%       | 6.5%           |
| 제2회       | 3월 19일    | 7.750%         | 8.507%       | 8.4%           |
| 제3회       | 3월 26일    | 8.556%         | 9.313%       | 9.5%           |
| 제4회       | 4월 2일     | 9.754%         | 10.932%      | 9.9%           |
| 제5회       | 4월 9일     | 11.321%        | 12.655%      | 10.5%          |
| 제6회       | 4월 16일    | 11.682%        | 13.783%      | 11.8%          |
| 제7회       | 4월 23일    | 12.077%        | 13.864%      | -              |
| 제8회       | 4월 30일    | 12.008%        | 13.489%      | -              |
| 제9회       | 5월 7일     | 12.134%        | 14.479%      | -              |
| 제10회      | 5월 14일    | 12.701%        | 15.729%      | 12.2%          |
| 제11회      | 5월 21일    | 13.125%        | 15.662%      | -              |
| 제12회      | 5월 28일    | 14.142%        | 16.711%      | -              |
| 평균 시청률 | 평균 시청률 | 10.960%        | 12.692%      | %              |

## OST
다음은 오리지널 사운드트랙(OST) 싱글 앨범에 포함된 곡들이며, 정렬기준은 출시 순입니다.

### Part 1
| #            | 제목                      | 작사         | 작곡         | 재생 시간 |
| ------------ | ------------------------- | ------------ | ------------ | --------- |
| 1.           | 〈Lonely Night〉 (권진아) | 김태원       | 김태원       | 4:03      |
| 2.           | 〈Lonely Night (Inst.)〉  |              | 김태원       | 4:03      |
| 총 재생 시간 | 총 재생 시간              | 총 재생 시간 | 총 재생 시간 | 8:06      |

### Part 2
| #            | 제목                                    | 작사         | 작곡         | 재생 시간 |
| ------------ | --------------------------------------- | ------------ | ------------ | --------- |
| 1.           | 〈좋은 사람 있으면 소개시켜줘〉 (조이)  | 김희탐       | 정재형       | 3:03      |
| 2.           | 〈좋은 사람 있으면 소개시켜줘 (Inst.)〉 |              | 정재형       | 3:03      |
| 총 재생 시간 | 총 재생 시간                            | 총 재생 시간 | 총 재생 시간 | 6:06      |

### Part 3
| #  | 제목                           | 작사   | 작곡   | 재생 시간 |
| -- | ------------------------------ | ------ | ------ | --------- |
| 1. | 〈아로하〉 (조정석 (원곡: 쿨)) | 김태훈 | 위종수 | 4:05      |
| 2. | 〈아로하 (Inst.)〉             |        | 위종수 | 4:05      |

### Part 4
| #  | 제목                           | 작사   | 작곡   | 재생 시간 |
| -- | ------------------------------ | ------ | ------ | --------- |
| 1. | 〈화려하지 않은 고백〉 (규현)  | 오태호 | 오태호 | 3:48      |
| 2. | 〈화려하지 않은 고백 (Inst.)〉 |        | 오태호 | 3:48      |

### Part 5
| #  | 제목                               | 작사   | 작곡   | 재생 시간 |
| -- | ---------------------------------- | ------ | ------ | --------- |
| 1. | 〈그대 고운 내 사랑〉 (어반자카파) | 윤민석 | 윤민석 |           |
| 2. | 〈그대 고운 내 사랑 (Inst.)〉      |        | 윤민석 |           |

### Part 6
| #  | 제목                               | 작사   | 작곡   | 재생 시간 |
| -- | ---------------------------------- | ------ | ------ | --------- |
| 1. | 〈시청 앞 지하철 역에서〉 (곽진언) | 김창기 | 김창기 | 4:59      |
| 2. | 〈시청 앞 지하철 역에서 (Inst.)〉  |        | 김창기 | 4:59      |

### Part 7
| #  | 제목                     | 작사   | 작곡   | 재생 시간 |
| -- | ------------------------ | ------ | ------ | --------- |
| 1. | 〈넌 언제나〉 (제이레빗) | 장경아 | 박정원 | 4:17      |
| 2. | 〈넌 언제나 (Inst.)〉    |        | 박정원 | 4:17      |

### Part 8
| #  | 제목                     | 작사   | 작곡   | 재생 시간 |
| -- | ------------------------ | ------ | ------ | --------- |
| 1. | 〈내 눈물 모아〉 (휘인)  | 김희탐 | 정재형 |           |
| 2. | 〈내 눈물 모아 (Inst.)〉 |        | 정재형 |           |

### Part 9
| #  | 제목                       | 작사   | 작곡   | 재생 시간 |
| -- | -------------------------- | ------ | ------ | --------- |
| 1. | 〈바람이 부네요〉 (이소라) | 임인건 | 임인건 |           |
| 2. | 〈바람이 부네요 (Inst.)〉  | 임인건 | 임인건 |           |

### Part 10
| #  | 제목                            | 작사   | 작곡             | 재생 시간 |
| -- | ------------------------------- | ------ | ---------------- | --------- |
| 1. | 〈밤이 깊었네〉 (미도와 파라솔) | 한경록 | 한경록           |           |
| 2. | 〈캐논〉 (미도와 파라솔)        |        | Johann Pachelbel |           |
| 3. | 〈넌 따뜻해〉 (박혁진)          | 김진학 | 김진학           |           |

### Part 11
| #  | 제목                               | 작사   | 작곡   | 재생 시간 |
| -- | ---------------------------------- | ------ | ------ | --------- |
| 1. | 〈사노라면〉 (우효)                | 김문응 | 길옥윤 |           |
| 2. | 〈사랑하게 될 줄 알았어〉 (전미도) | 이상규 | 이상규 |           |

### part 12
| #  | 제목                                     | 작사   | 작곡   | 재생 시간 |
| -- | ---------------------------------------- | ------ | ------ | --------- |
| 1. | 〈너에게 난, 나에게 넌〉 (미도와 파라솔) | 송봉주 | 송봉주 |           |

## 명대사
- 이 일이 힘들긴 한데, 금방 익숙해져.근데 익숙해질게 따로 있지, 우리 일은 그러면 안되는 거잖아.
- 오늘 잘 부탁합니다. 꼭 살립시다.
- 딱 10분만 있다 하면 안될까요. 애가 매년 어린이날마다 울고 보낼수는 없잖아요.
- 의사는 똑똑해야 돼. 환자한테 친절하다고 해서 환자가 살진 않아.